# Burns (Tennessee)
Burns es un pueblo ubicado en el condado de Dickson en el estado estadounidense de Tennessee. En el Censo de 2010 tenía una población de 1.468 habitantes y una densidad poblacional de 151,55 personas por km².

## Geografía
Burns se encuentra ubicado en las coordenadas 36°3′1″N 87°17′53″O / 36.05028, -87.29806. Según la Oficina del Censo de los Estados Unidos, Burns tiene una superficie total de 9.69 km², de la cual 9.67 km² corresponden a tierra firme y (0.16%) 0.02 km² es agua.

## Demografía
Según el censo de 2010, había 1.468 personas residiendo en Burns. La densidad de población era de 151,55 hab./km². De los 1.468 habitantes, Burns estaba compuesto por el 96.12% blancos, el 1.57% eran afroamericanos, el 0.34% eran amerindios, el 0% eran asiáticos, el 0% eran isleños del Pacífico, el 0.68% eran de otras razas y el 1.29% pertenecían a dos o más razas. Del total de la población el 1.84% eran hispanos o latinos de cualquier raza.